# Ooctonus saturn
Ooctonus saturn is een vliesvleugelig insect uit de familie Mymaridae. De wetenschappelijke naam is voor het eerst geldig gepubliceerd in 2010 door Triapitsyn.